# یعرت
یعرت (انگلیسی: Iaret؛ ‏عربی مصری: يعرت) ملکه همسر مصر باستان و همسر بزرگ سلطنتی فرعون تحوتموس چهارم در دوران حکومت دودمان هجدهم مصر بود.
یعرت دختر آمنهوتپ دوم و همسر تحوتموس چهارم بود. صحنت رونویسی نام او قطعیت ندارد چرا که فقط با یک مار کبری نوشته شده است که در زبان مصری باستان، دارای تعدادی قرائت متفاوت است.

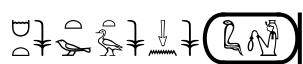
کتیبه یعرت: «همسر شاه بزرگ، دختر شاه، خواهر شاه، یعرت»

هیچ فرزندی برای ملکه یعرت شناسایی نشده است.
یعرت دومین همسر بزرگ سلطنتی در دوران حکمرانی فرعون تحوتموس چهارم بود. ملکه نفرتاری در کتیبه‌های مربوط به دوره قبل از سلطنت نشان داده شده است. همسر ثانویه تحوتموس چهارم به نام موت‌ام‌ویا مادر وارث تاج و تخت بود.
یعرت بر روی سنگ یادبود سال هفتم سلطنت تحوتموس چهارم کشف‌شده در کونوسو به تصویر کشیده شده است. این سنگ یادبود تحوتموس چهارم را در حال کوبیدن سر دشمنان در برابر خدایان کوشی «دیدون» و «حا» نشان می‌دهد. ملکه یعرت ایستاده در پشت سر او به تصویر کشیده شده است.

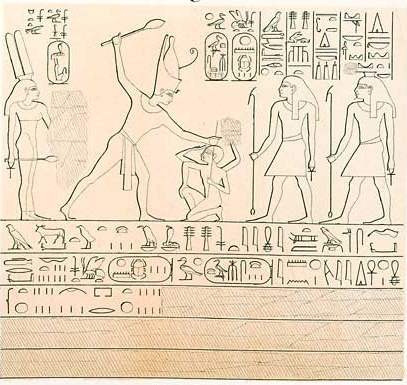
سنگ یادبود سال هفتم سلطنت تحوتموس چهارم کشف‌شده در کونوسو

نام یعرت از کتیبه‌هایی به‌دست آمده در معادن فیروزه در سرابیط الخادم در شبه‌جزیره سینا نیز مربوط به همان سال است.
معلوم نیست که یعرت کی مرده و کجا دفن شده است.